# كريستينا فوسانو
كريستينا فوسانو (بالإنجليزية: Christina Fusano)‏ مواليد 27 نوفمبر 1980 في ساكرامنتو، هي لاعبة كرة مضرب أمريكية سابقة بدأت مسيرتها كمحترفة سنة 2003 وكانت تلعب باليد اليمنى، اعتزلت اللعب في 2014. أعلى تصنيف لها في الفردي كان 417. أعلى تصنيف لها في الزوجي كان 84.

## النهائيات

### الزوجي: 1 (1–0)
| الحصيلة | الرقم | التاريخ        | الدورة           | الأرضية | الشريك          | المنافس في النهائي            | النتيجة في النهائي |
| ------- | ----- | -------------- | ---------------- | ------- | --------------- | ----------------------------- | ------------------ |
| الفوز   | 1.    | نوفمبر 4، 2007 | كيبيك سيتي، كندا | سجاد    | راكيل كوبس جونز | ستيفاني دوبوا ريناتا فوراكوفا | 6–2، 7–6(6)        |

## روابط خارجية
- كريستينا فوسانو على موقع رابطة محترفات التنس (الإنجليزية)
- كريستينا فوسانو على موقع الاتحاد الدولي لكرة المضرب (الإنجليزية)
- كريستينا فوسانو على موقع بطولة ويمبلدون (الإنجليزية)
- كريستينا فوسانو على موقع إي إس بي إن.كوم (الإنجليزية)